# Caubous (Alto Garona)
Caubous (em occitano:  Caubós) é uma comuna francesa na região administrativa da Occitânia, no departamento do Alto Garona. Estende-se por uma área de 3.78 km², com 4 habitantes, segundo o censo de 2018, com uma densidade de 1.1 hab/km².